# Champallement
 Champallement  es una comuna y población de Francia, en la región de Borgoña, departamento de Nièvre, en el distrito de Clamecy y cantón de Brinon-sur-Beuvron.
Su población en el censo de 1999 era de 27 habitantes.
Está integrada en la Communauté de communes du Val du Beuvron.

## Demografía
| 95 | 61 | 55 | 44 | 45 | 27 |
| Para los censos de 1962 a 1999 la población legal corresponde a la población sin duplicidades (Fuente: INSEE [Consultar]) |    |    |    |    |    |